# Бэбкок, Хэролд Дилос
Хэролд Дилос Бэбкок (англ. Harold Delos Babcock, 1882−1968) — американский астроном.

## Биография
Родился в Эджертоне (штат Висконсин), в 1907 окончил Калифорнийский университет. В 1905—1906 работал в этом университете, в 1906—1908 — в Бюро стандартов, в 1909—1948 — в обсерватории Маунт-Вилсон. Член Национальной АН США (1933).
Основные труды посвящены солнечным и связанным с ними лабораторным исследованиям. В физической лаборатории обсерватории Маунт-Вилсон выполнил ряд работ по эффекту Зеемана в связи с изучением магнитного поля Солнца, интерферометрическим методом получил очень точные длины волн многих линий, служивших стандартами при измерениях солнечного спектра. В 1928 опубликовал фундаментальные таблицы линий солнечного спектра, явившиеся продолжением известных таблиц Г. Роуланда в ультрафиолетовую и инфракрасную области спектра (до 2935 и 13 495 Ǻ), отождествил новые линии и исправил многие отождествления Роуланда. Вместе с сыном, X. У. Бэбкоком усовершенствовал методику измерения магнитного поля Солнца. В 1952 они совместно создали магнитограф — прибор, измеряющий с точностью до 1 Гс магнитное поле по всему диску Солнца путём его сканирования с высоким пространственным разрешением. Очень точно определил длины волн линий излучения ночного неба; проведенные им измерения полос молекул кислорода позволили У. Ф. Жиоку и X. Л. Джонстону открыть редкие изотопы кислорода O17 и O18. Изготовил вместе с X. У. Бэбкоком дифракционные решетки больших размеров и высокого качества. Этими решетками оснащены спектрографы куде 100- и 200-дюймовых телескопов обсерваторий Маунт-Вилсон и Маунт-Паломар.
Премия Американской ассоциации содействия развитию науки (1929), медаль Брюс Тихоокеанского астрономического общества (1953).
В его честь названы кратер на Луне и астероид (3167) Бэбкок.